# 岩佐美代子
岩佐 美代子（いわさ みよこ、1926年（大正15年）3月1日 - 2020年（令和2年）1月17日）は、日本の国文学者。学位は、文学博士（立教大学）。鶴見大学名誉教授。
父は法学者の穂積重遠。兄は西洋史学者の穂積重行。父方の祖父は法学者の穂積陳重。母方の祖父は陸軍軍人、政治家の児玉源太郎。父方の曾祖父は実業家の渋沢栄一。一家の間では渋沢似の顔と言われる。

## 生涯
1930年（昭和5年）頃から昭和天皇の第1皇女・照宮成子内親王に「宮仕え」し、前田美意子らとともに特に親しい学友のひとりだった。なお、学友として出仕するにあたり宮内省から辞令がくだされていた。1945年（昭和20年）女子学習院高等科卒業。
その後、厚生省勤務の医師岩佐潔（1922年（大正11年） - 1972年（昭和47年））と結婚、2児を儲けるが、1962年（昭和37年）国文学研究を志す。1972年（昭和47年）、夫が50歳で死去し、国立国会図書館非常勤職員、立教大学非常勤講師を経て、1982年（昭和57年）鶴見大学助教授、1985年（昭和60年）教授。1993年（平成5年）から1995年（平成7年）文学部長。1997年（平成9年）定年退職。2001年（平成13年）『光厳院御集全釈』で読売文学賞受賞。2020年（令和2年）1月17日、肺炎のため死去。93歳没。

## 人物
- 世間が南朝のロマンに陶酔することは、北朝系である現在の天皇を否定することになりかねないとし、積極的に北朝の天皇、北朝系の歌人たちを研究対象としている。
- 在野の学者高群逸枝の研究に高い評価を与えている。
- 清泉女子大学で起きたセクハラ二次被害事件で支援者となった。

## 著書
- 『京極派歌人の研究』（笠間書院 1974年）
- 『永福門院』（笠間書院 1976年）
- 『あめつちの心』（笠間書院 1979年）
- 『京極派和歌の研究』（笠間書院 1987年）
- 『木々の心花の心』（笠間書院 1994年）
- 『宮廷に生きる』（笠間書院・古典ライブラリー 1997年）
- 『宮廷の春秋』（岩波書店 1998年）
- 『宮廷女流文学読解考 中世編』（笠間書院 1999年）
- 『宮廷文学のひそかな楽しみ』（文春新書 2001年）
- 『源氏物語六講』（岩波書店 2002年）
- 『内親王ものがたり』（岩波書店 2003年）
- 『千年の名文すらすら源氏物語 学び直しの古典』（小学館 2005年）
- 『岩佐美代子の眼 古典はこんなにおもしろい』（笠間書院 2010年）
- 『讃岐典侍日記全注釈』（笠間書院 2012年）
- 『和泉式部日記注釈 三条西家本』（笠間書院 2013年）
- 『岩佐美代子セレクション 1　枕草子・源氏物語・日記研究』（笠間書院 2015年）
- 『岩佐美代子セレクション 2　和歌研究 附、雅楽小論』（笠間書院 2015年）

- 『為家千首全注釈』（笠間書院 2016年）
- 『京極派と女房』（笠間書院 2017年）